# Onbekende kinderen in kamp Westerbork

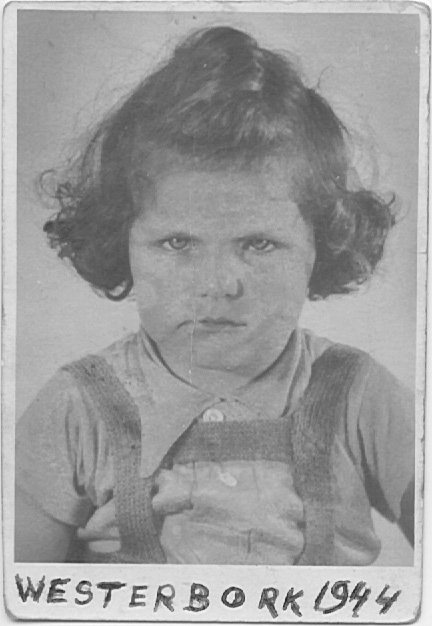
Foto van Lous Steenhuis-Hoepelman in Westerbork in 1944, een van de destijds onbekende kinderen

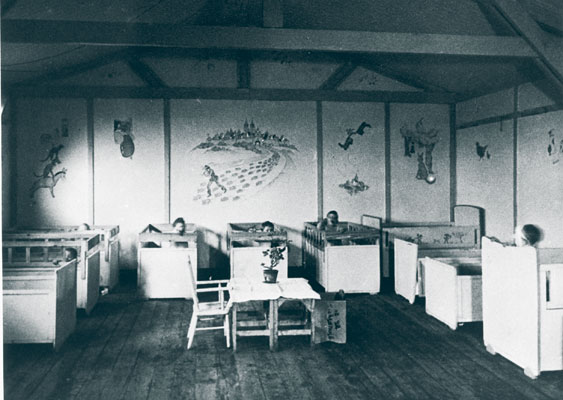
Barak 35 in gebruik als weeshuis op kamp Westerbork

De onbekende kinderen van kamp Westerbork waren een groep van 54 jonge Joodse kinderen in de leeftijd van nul tot en met elf jaar, zonder identiteitspapieren, die gedurende de vervolging in de Tweede Wereldoorlog in Nederland hun ouders waren kwijtgeraakt en in kamp Westerbork terechtkwamen. Op een na overleefden deze kinderen de concentratiekampen.
Het waren voor het merendeel Nederlandse kinderen, maar sommigen waren kinderen van Duitse ouders die tussen 1933 en 1939 gevlucht waren naar Nederland wegens het antisemitisme in Duitsland. Tijdens de Tweede Wereldoorlog werden deze kinderen naar onderduikadressen gebracht in de hoop dat ze de oorlog ongedeerd zouden overleven. Een aantal van hen werden op verschillende manieren verraden en naar kamp Westerbork gebracht. 

## Registratie
Eenmaal aangekomen in Westerbork werden de kinderen dezelfde ochtend geregistreerd. Voor zover ze over papieren en bezittingen beschikten, werden die ingenomen. Van elk kind werd een klein dossier gemaakt. In het dossier stond vermeld hoe de onderduiksituatie was, een verslag van het verhoor van de onderduikouders en eventuele identiteitspapieren. Doordat de kinderen nog heel jong waren, wisten sommigen alleen hun schuilnaam. Kinderen van wie de afkomst onzeker was, registreerde men als 'onbekend'. Deze kinderen kregen een naamplaatje om hun hals waarop stond: Unbekanntes Kind of een vermoedelijke naam. De hele groep kinderen werd beschouwd als weeskinderen. Ze stonden bekend in de administratie als 'Gruppe Unbekannte Kinder' en werden gehuisvest in barak nummer 35.

## Dagelijks leven
In het kamp was het echtpaar Otto en Hennie Birnbaum verantwoordelijk voor deze kinderen. De kleinsten, van nul tot zes jaar, werden opgevangen in een crèche. De andere kinderen gingen naar school. Zij kregen les van Otto en werden verzorgd door Hennie. De kinderen werden geacht allerlei klusjes te doen. Ook werd van kinderen van drie jaar en ouder geëist dat ze aanwezig waren bij het appel, vaak onder spartaanse omstandigheden. In het kamp werden ter afleiding en ontspanning ook activiteiten en sportwedstrijden georganiseerd. Voor verzorgingsbehoeftigen was er een ziekenhuisbarak.

## Ervaringen
De gemiddelde leeftijd van de 'onbekende kinderen' was vier jaar. Een mens herinnert zich meestal weinig van zijn eerste levensjaren. Dit was ook het geval bij deze kinderen. Veel van hen herinneren zich als in een roes wat er in Westerbork gebeurde. De kinderen waren in het kamp zonder hun ouders of enige familie. Ze hadden later wel herinneringen aan de Birnbaums als hartelijke en warme mensen, vervangende ouders die hun veel liefde gaven in een harde en onzekere tijd. Door deze twee mensen voelden de kinderen zich niet reddeloos verloren.

## Transport vanuit Westerbork
Westerbork was een doorvoerkamp naar de vernietigingskampen. Met de laatste trein uit Westerbork, van 13 september 1944, werden de kinderen op transport gesteld naar Bergen-Belsen. Met de kinderen werden vier kampgevangenen als begeleidster meegestuurd. Een baby van negen maanden, Henriëtte Delia (Jetje) Hamburger, overleefde het transport niet door een longontsteking. De overige kinderen overleefden allen de concentratiekampen Bergen-Belsen en Theresienstadt.

## Opvang na de Tweede Wereldoorlog
Na de Tweede Wereldoorlog kwamen de kinderen die het concentratiekamp hadden overleefd terecht in pleeggezinnen of weeshuizen. Sommige kinderen dachten hun ouders teruggevonden te hebben, maar dat bleek in enkele gevallen niet te kloppen. Er was in het algemeen weinig aandacht voor wat zij hadden doorgemaakt. Ze kregen bijvoorbeeld geen psychologische bijstand. Veel kinderen voelden zich verlaten en alleen en zaten met veel vragen.
Na de oorlog kampten velen met psychische problemen, ook al doordat ze vaak hun eigen verleden niet kenden. Veel kinderen werd pas op latere leeftijd verteld dat hun adoptiefouders niet hun echte ouders waren. Deze 'onbekende kinderen' gingen dikwijls op zoek naar informatie over hun ouders of familieleden. Vaak waren die omgekomen of was simpelweg geen informatie beschikbaar. Voor sommigen van hen leidde dit tot gevoelens van verwarring en desoriëntatie voor de rest van hun leven.